# Арнольд Денкер
Арнольд Шелдон Денкер (20 лютого 1914 — 2 січня 2005) — американський шахіст, гросмейстер, шаховий літератор. Чемпіон США 1944 і 1946 років.
У наступні роки він працював у різних шахових організаціях, отримавши визнання від Шахової Федерації США, зокрема 2004 року йому присудили найвище звання «декан американських шахів».

## Висхідна зірка
Денкер народився 20 лютого 1914 року в Бронксі (Нью-Йорк), в ортодоксальній єврейській родині. За даними самого Денкера, він навчився грати в шахи 1923 року, спостерігаючи, як його старші брати грають, але серйозно взявся за гру лише під час свого першого року в Старшій школі Теодора Рузвельта, де його однокласники грали в кафе по п'ять центів за гру. Спочатку Денкер постійно програвав свої п'ятаки на молоко, але потім у шкільній бібліотеці виявив книгу колишнього чемпіона світу з шахів Емануїла Ласкера під назвою «здоровий глузд у шахах». Він вивчив цю книгу і тоді «п'ятаки посипались назад з відсотками».
В молодості Денкер був перспективним боксером. Як на шахіста вперше звернув на себе увагу, коли у 15 років виграв міжшкілький особистий чемпіонат Нью-Йорку 1929 року. У наступне десятиліття зарекомендував себе як конкурент провідних шахістів Самуеля Решевського, Рубена Файна і Ійзека Кешдена. Першим для нього по-справжньому сильним міжнародним турніром став Сірак'юс 1934, на якому переконливо переміг Решевський, а Денкер розмістився одразу за ним.
1940 року Денкер виграв перший із своїх шести чемпіонатів Манхеттенського шахового клубу. У 1944 році він став чемпіоном США, вигравши чотирнадцять партій (зокрема одну проти Файна) з трьома нічиїми та однією поразкою. Денкер назвав свою перемогу над Файном у цьому турнірі 'грою всього життя'. (Його 91 відсоток набраних очок був найкращим результатом в історії чемпіонату США, допоки Боббі Фішер не набрав 11-0 у 1963-64). Денкер успішно захистив свій титул чемпіона США 1946 року, в матчі-виклику проти Германа Штайнера, перемігши 6-4 в Лос-Анджелесі.
Він став міжнародним майстром в 1950 році (того року ФІДЕ нагородила цим титулом перших гравців).

## Роки Другої світової війни
Під час Другої світової війни Денкер грав виставкові матчі на військових базах і на бортах авіаносців. 1945 року, як чемпіон США, зіграв на першій шахівниці в радіоматчі США проти СРСР, програвши обидві партії Михайлові Ботвиннику. 1946 року вирушив до Москви на матч-реванш і там програв обидві гри проти Василя Смислова. Крім того, в 1946 році, зіграв у дуже сильному турнірі Гронінген, першому великому шаховому змаганні після Другої Світової війни. Закінчив його з результатом 9,5 очок з 19 і звів унічию партії проти Ботвинника і Смислова.
Девід Гупер і Кен Вайлд зауважують, що Денкеру, напевно, не пощастило, що його найкращі роки пройшли під час Другої Світової війни, коли відбувалось дуже мало шахових турнірів ((Hooper та Whyld, 1992).
У 1947 році Денкер зібрав автобіографічну колекції ігор у своїй книзі: Якщо Ви повинні грати в шахи.
Денкер ніколи не був повністю професійним гравцем. Пік його результатів припадає на чемпіонати США 1940 і 1947 років, а також подорож у Європу на турніри в Лондоні, Гастінгсі та Гронінгені. ФІДЕ ввела міжнародні рейтинги лише 1970 року, більш як через одне покоління після найкращих років Денкера. Сайт chessmetrics.com вираховує ретроспективний рейтинг гравців, використовуючи сучасні алгоритми. Він ставить Денкера на 27-ме місце у світі в середині 1940-х років, але без врахування низки найважливіших результатів шахіста.

## Пізніше життя
У 1981 році ФІДЕ зробив Денкера почесним гросмейстером. В пізніших роках, він був великий шаховий організатором, що працював у керівництві Американського шахового фонду, Шахової федерації США (USCF), а також U.S. Chess Trust — рушійної сили престижного Турніру Денкера чемпіонів Вищої школи (названого на його честь). Також був представником ФІДЕ. Продовжував грати в шахи, хоча й не так сильно як раніше. (Його останній  рейтинг ФІДЕ був 2293.) Написав багато шахових статей, а в 1995 році книгу: Боббі Фішер, якого я знав та інші оповідання (у співавторстві з Ларрі Парром; Hypermodern Press).
У 1992 році Денкера ввели в Шахову залу слави США. Він отримав в найвищої шахову честь Америки 11 червня 2004 року, коли став лише третім гравцем, якого Федерація шахів США проголосила «деканом американських шахів».
Випускник Нью-Йоркського університету. 1936 року одружився з Ніною Сіммонс. Цей шлюб тривав 57 років до її смерті в 1993 році. У них було троє дітей: Річард, Мітчелл і Ренді.
Денкер помер від раку головного мозку 2 січня 2005 року в Форт-Лодердейлі.

## Книги
- If You Must Play Chess, by Arnold Denker, David McKay Co, 1947.
- The Bobby Fischer I Knew and Other Stories, by Arnold Denker and Larry Parr, San Francisco, Hypermodern Press, 1995, ISBN 1-886040-18-4.